# 拉瓦戰役
拉瓦戰役（Battle of Rawa），又稱拉瓦魯斯卡戰役（Battle of Rawa Ruska），是第一次世界大戰東方戰線於1914年9月3日至11日之間爆發的戰鬥，為加利西亞戰役的最後一個階段；其戰場位於奧匈帝國的加利西亞地區，戰鬥的結果是奧匈帝國被迫撤離加利西亞東部，退到普熱梅希爾的要塞群堅守。

## 戰前態勢
由於奧匈軍與俄軍都誤判了對方的進攻意圖，使得雙方在加利西亞戰役中互有勝負，向北推進的奧匈第1、第4兩個軍團一度逼近盧布林，但因迂迴來襲的俄軍在格尼拉利帕河突破了奧匈第3軍團的防禦，迫使參謀總長康拉德·馮·赫岑多夫下令北上的兩個軍團後撤，並催促第3軍團重整態勢，與居中的第4軍團會合，試圖守住加利西亞的首府倫貝格，或是反包圍來犯的俄軍。
俄軍在格尼拉利帕取勝後，擔任主攻的第3軍團朝倫貝格繼續推進，而在先前科馬羅夫一戰差點滅頂的第5軍團重整後負責掩護其右翼。

## 戰鬥歷程
在康拉德的設想下，莫里茨·馮·奧芬貝格步兵上將指揮的第4軍團在科馬羅夫取勝後，將掉頭向東南方迴旋，打擊在俄軍第3軍團暴露的側翼，與魯道夫·馮·布魯德曼騎兵上將的奧匈第3軍團形成夾擊之勢。奧芬貝格的攻擊確實奏效，尼可萊·魯茨基步兵上將指揮的俄軍第3軍團一度出現混亂，但奧芬貝格的位置卻過於突出，與在他左翼掩護的第1軍團之間出現了空隙。俄軍第5軍團抓住了這個機會，在帕維爾·馮·普列維騎兵上將的指揮下，於拉瓦魯斯卡追上了奧芬貝格，使奧匈第4軍團遭到了毀滅性的打擊。康拉德反攻倫貝格的企圖胎死腹中，奧匈軍更是全線潰退，到11日時，俄軍已經控制了桑河以東的領土，奧匈軍只得堅守普熱梅希爾與克拉科夫等有設防的城市，防止俄軍繼續越過喀爾巴阡山。

## 戰後發展
儘管奧芬貝格與布魯德曼都是聽從康拉德的指示行動，進而招致慘敗，但後者並未因此遭到懲處，反而是兩位軍團指揮官遭到撤換，由步兵上將斯維托札·博羅耶維奇與约瑟夫·斐迪南大公接任。進攻的俄軍雖然乘勢發動普熱梅希爾圍城戰但卻被奧匈軍擋了下來，加上德軍在北方的反擊，俄軍只得停止深入。拉瓦魯斯卡則遲至1915年6月才被奧匈帝國收復。